# Камен Райдер Рівайс
«Камен Райдер Рівайс» (яп. 仮面ライダーリバイス, Камен Райдер Рібайсу) — японська токусацу-дорама і 32-ий телесеріал у франшизі «Камен Райдер» Toei Company, який присвячений 50-річчю франшизи. Прем'єра відбулася 5 вересня 2021, приєднуючийсь до «Кікай Сентай Зенкайджер» у лінії Super Hero Time після закінчення «Камен Райдер Сейбер».

## Сюжет
Дедмени — культ, який поклоняється демонам. Завдяки використанню таємничих Вістампів, монстри народжуються всередині людей. Щоб захистити свою сім'ю від цього культу, Іккі Ігарасі, та демон Вайс, з яким він має контракт, за допомогою Рівайс Драйверів компанії Fenix, яка бореться проти культу, перетворюються на Камен Райдерів Рівай та Вайс, відповідно. Разом вони є командою Камен Райдер Рівайс.

## В ролях
| Актор            | Роль             |
| ---------------- | ---------------- |
| Кентаро Маеда    | Іккі Ігарасі     |
| Ватару Х'юґа     | Дайдзі Ігарасі   |
| Аяка Імото       | Сакура Ігарасі   |
| Норітака Хамао   | Джордж Карізакі  |
| Юі Асакура       | Аґуйлера         |
| Хаята Секі       | Ортека           |
| Куродо Хачіджоін | Джуліо           |
| Томоя Оку        | Хікару Усідзіма  |
| Ютака Сайґо      | Шозо Ірабу       |
| Комацу Дзуня     | Хіромі Кадота    |
| Казуя Танабе     | Юдзіро Вакабаясі |
| Тосіхіро Ясіба   | Тасуке Юсідзіма  |
| Курара Емі       | Юкімі Іґарасі    |
| Сіґеюкі Тоцуґі   | Ґента Іґарасі    |
| Субару Кімура    | Вайс             |

## Виробництво
Торгова марка «Камен Райдер Рівайс» була зареєстрована Toei 6 травня 2021. 27 липня 2021 року, серіал разом з акторами були офіційно анонсовані під час прес-конференції. Головну тему серіалу зіграла вокально-таніювальна група Da-ice разом з Субару Кімура. Головний транспорт Камен Райдера Рівай базується на реальному Xturismo, розробленому A.L.I. Technologies.

## Фільми
- Камен Райдер Сейбер + Кікай Сентай Зенкайджер: Хроніка війни супергероїв: і Камен Райдер Рівай, і Камен Райдер Вайс офіційно дебютували в цьому фільмі
- Камен Райдер Рівайс: Фільм: короткометражний приквел
- Камен Райдер: Біянд дженерейшенс